# ルックナム県

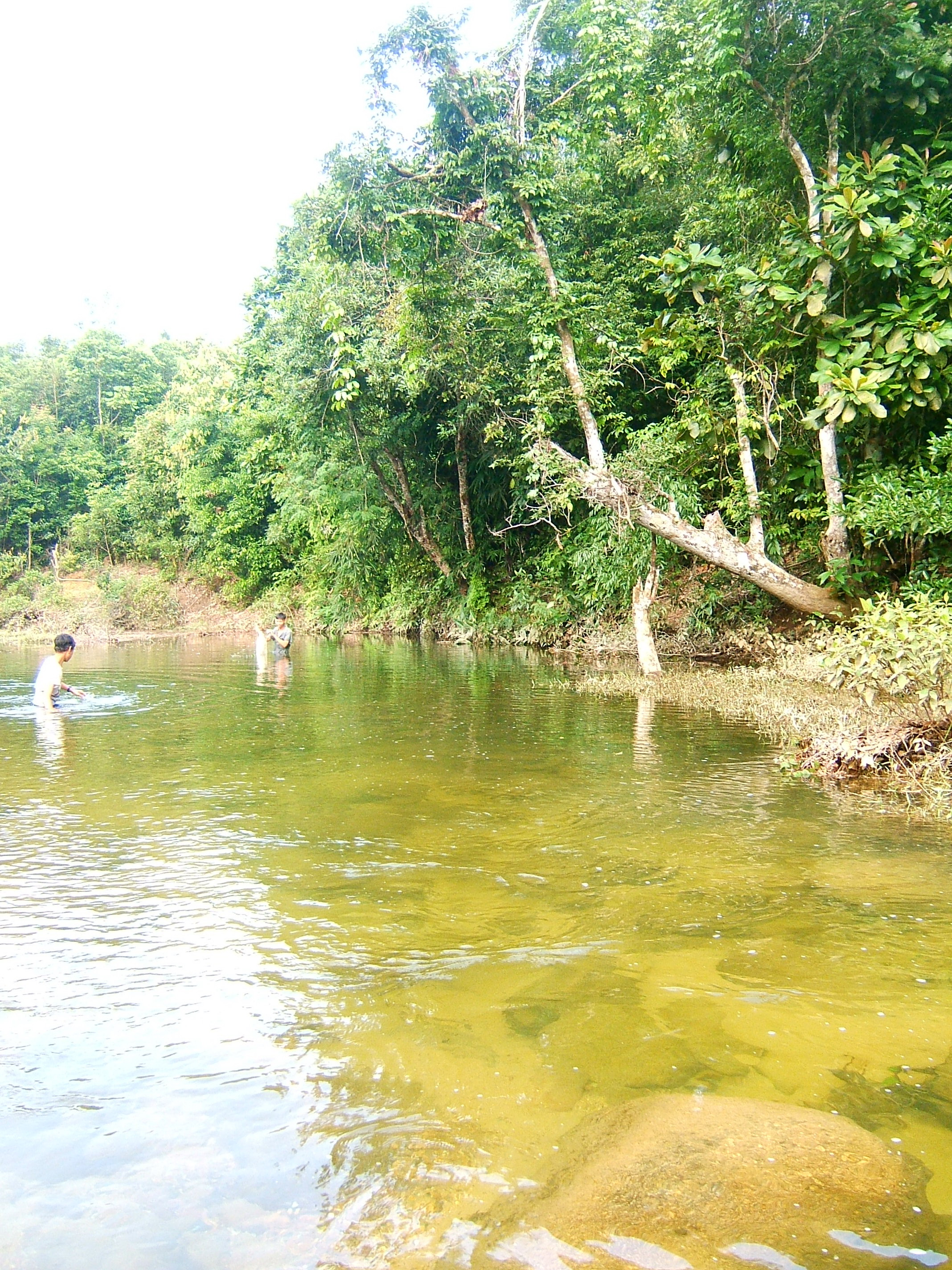

ルックナム県（ルックナムけん、ベトナム語：Huyện Hiệp Hòa / 縣陸南?）は、ベトナム社会主義共和国バクザン省の県である。面積は597.2 km²、人口は226,194人（2019年）である。